# Diskontsatz
| Zinssatz                                                    | Höhe            |
| ----------------------------------------------------------- | --------------- |
| Europäische Zentralbank (gültig ab: 12. März 2025)          |                 |
| Einlagesatz (deposit facility rate)                         | 2,50 %          |
| Hauptrefinanzierungssatz (main refinancing operations rate) | 2,65 %          |
| Spitzenrefinanzierungssatz (marginal lending facility rate) | 2,90 %          |
| Schweizerische Nationalbank (gültig ab: 13. Dezember 2024)  |                 |
| SNB Leitzins                                                | 0,50 %          |
| Federal Reserve System (gültig ab: 19. Dezember 2024)       |                 |
| Federal-Funds-Rate-Zielband                                 | 4,25 bis 4,50 % |
| Primary Credit Rate                                         | 4,50 %          |
| Bank of Japan (gültig ab: 27. Januar 2025)                  |                 |
| Overnight Call Rate                                         | 0,50 %          |
| Bank of England (gültig ab: 6. Februar 2025)                |                 |
| Official Bank Rate                                          | 4,50 %          |
| Chinesische Volksbank (gültig ab: 21. Oktober 2024)         |                 |
| Diskontsatz (one-year lending rate)                         | 3,10 %          |
| Reserve Bank of India (gültig ab: 7. Februar 2025)          |                 |
| Repo rate                                                   | 6,25 %          |

Der Diskontsatz war im Bankwesen der Zinssatz, zu dem ein Kreditinstitut Wechsel an die Zentralbank verkaufen (rediskontieren) konnte. Damit konnte es sich kurzfristig Liquidität verschaffen. Als Preis zahlte es dafür den Diskontsatz (als Abschlag vom Nominalwert des Wechsels).

## Allgemeines
Der Diskontsatz wurde dem Diskontkredit zugrunde gelegt, den es ebenfalls nicht mehr gibt. Der Rediskont der Geschäftsbanken bei der Zentralbank war die Refinanzierungsquelle für das Diskontgeschäft mit den Bankkunden. Diskontgeschäft, Diskontkredit, Diskontsatz und Rediskont beinhalten als Wortbestandteil „Diskont“, ein Lehnwort (aus italienisch disconto, „Abzug“). Der Abzug bestand darin, dass vom Nennwert des Wechsels der Diskontsatz für den Zeitraum zwischen (Re-)Diskontierung und Fälligkeit des Wechsels abgezogen und als Diskontkredit dem Kreditnehmer gutgeschrieben wurde. Der jeweils von den Banken berechnete Diskontsatz richtete sich dabei nach dem aktuellen Diskontsatz der Zentralbank, einem ehemaligen Leitzins.

## Geschichte
Die Politik der Bundesbank zielte im Wesentlichen darauf ab, das Kreditangebotsverhalten der Kreditinstitute und die Geld- und Kreditnachfrage der Wirtschaft mittelbar über Veränderungen der Bankenliquidität und der Zinsen am Geldmarkt zu steuern. Das leitete sich aus § 15 BbankG a. F. ab, der der Bundesbank das Recht einräumte, zur Beeinflussung des Geldumlaufs und der Kreditgewährung den Diskontsatz festzulegen. Das (Re-)Diskontgeschäft ergab sich entsprechend aus § 19 BbankG a. F. Der Wechsel als Kredit- und Zahlungsmittel spielte in der deutschen Wirtschaft lange Zeit eine zentrale Rolle. Das (Re-)Diskontvolumen erreichte deshalb 1979/1980 seinen Höhepunkt und wurde zur entscheidenden Quelle der Zentralbankgeldversorgung.
Im Dezember 1986 war der Anteil der Diskontkredite an der Mittelaufnahme auf 60 % gesunken. Der Diskontsatz spielte bis 1987 die entscheidende Rolle bei der Refinanzierung der Kreditinstitute durch die Bundesbank und als Leitzins, denn die Banken konnten sich durch Verkauf von bundesbankfähigen Wechseln Liquidität zum Diskontsatz beschaffen. Die Funktion eines Referenzzinssatzes kam dem Diskontsatz zu, weil er als Bezugsgröße in Verträgen und Gesetzen genannt wurde. Seit 1987 hatte die Diskontierung von Wechseln an Bedeutung verloren, so dass der Lombardsatz in den Vordergrund trat. Die Wechselrefinanzierung trat im Vergleich zu den neuen offenmarktpolitischen Instrumenten der Bundesbank sukzessive in den Hintergrund; ihr Anteil an den gesamten Notenbankkrediten belief sich 1994 nur noch auf 29,5 % gegenüber 83,5 % im Jahre 1980.
Die Europäische Zentralbank (EZB) und damit das Eurosystem betreibt seit Januar 1999 kein Rediskontgeschäft mehr. Da deshalb für Kreditinstitute diese Refinanzierungsquelle entfallen ist, diskontieren sie ebenfalls keine Wechsel mehr von ihren Kunden. In Deutschland waren bis Dezember 1998 die Diskontgeschäfte der Bundesbank im Rahmen ihrer Diskontpolitik in § 19 Abs. 1 Nr. 3 BBankG a. F. geregelt. Hier und in ihren Allgemeinen Geschäftsbedingungen legte sie die Bedingungen fest, zu denen die Geschäftsbanken eine Rediskontmöglichkeit eingeräumt bekamen. Diese Bedingungen wurden auf das Diskontgeschäft der Kreditinstitute mit ihren Bankkunden entsprechend übertragen.
Der Wechsel und damit der Diskontkredit ist im täglichen Bankwesen heute ohne Bedeutung, weil er auch aufgrund seines Urkundeformats nicht „maschinen- bzw. computerfähig“ und damit relativ personal- und kostenintensiv war und zudem auch seine Funktion als Kredit- und Zahlungsmittel in der deutschen Wirtschaft weitgehend eingebüßt hat. Der Diskontsatz wurde im Januar 1999 ebenfalls abgeschafft.

## Europäische Zentralbank
Durch die Europäische Währungsunion verlor die Bundesbank auch ihre Rechtsmacht zur Festlegung der Leitzinsen an die EZB. Diese ist seit Januar 1999 für die Bestimmung der Leitzinsen zuständig und hat sich für drei Aggregate entschieden, und zwar für einen Zinssatz für das Hauptrefinanzierungsgeschäft, für die Spitzenrefinanzierungsfazilität und für die Einlagefazilität. Zudem verstärkte sie ihr Instrumentarium durch die Offenmarktgeschäfte im Euroraum.
Ab Januar 1999 musste deshalb in Deutschland der Diskontsatz, soweit dieser in Verträgen und Vorschriften als Referenzzinssatz für Zinsen und andere Leistungen verwendet wurde, in § 247 Abs. 1 BGB durch den Basiszinssatz ersetzt werden. Der Basiszinssatz wird seit Januar 2002 mit dem Inkrafttreten des Gesetzes zur Modernisierung des Schuldrechts permanent ermittelt.